# Alfred Dreyfus
Alfred Dreyfus, francoski častnik, * 9. oktober 1859, Mulhouse, † 12. julij 1935, Pariz.

## Življenjepis
Afred Dreyfus je bil francoski generalštabni častnik židovskega rodu. Zaposlen je bil na francoskem obrambnem ministrstvu. Leta 1894 so proti njemu vložili obtožnico, ker naj bi Nemčiji izdajal vojaške skrivnosti in sodišče je odločilo, da je kriv. Obsojen je bil na dosmrtno ječo na Hudičevem otoku. Že leta 1896 se je polkovnik Picquart, šef obveščevalnega oddelka, prepričal, da je Dreyfus nedolžna žrtev pravega vohuna, majorja Esterhazyja. Romanopisec Emile Zola je na Clemenceaujevo pobudo v časopisnem članku z naslovom J'Accuse (Obtožujem) sodnike obtožil, da so pri razsodbi upoštevali ukaze obrambnega ministrstva. Primer so izkoristili nacionalisti, militaristi in rojalisti, na drugi strani pa republikanci, socialisti in nasprotniki klerikalizma. Dreyfusovo nedolžnost sta dokazala samomor majorja Henreyja (1898) in Esterhazyjevo priznanje, da je on pravi vohun. Vrhovno sodišče je od vojske zahtevalo obnovitev postopka (1899) in ob ponovnem sojenju je vojaško sodišče odločilo, da je Dreyfus »kriv z olajševalnimi okoliščinami«. Predsednik republike ga je pomilostil, njegovo ime pa je bilo dokončno oprano šele leta 1906, ko je lahko znova stopil v vojaško službo. Dogodek je vplival na okrepitev in večjo enotnost politične levice, zmanjšal pa se je vpliv vojske. Nasprotniki klerikalizma so dobili široko podporo in leta 1905 so v Franciji rimokatoliško cerkev ločilo od države. Dreyfus je bil glavna žrtev afere Dreyfus.